# Кофферати, Серджо
Серджо Гаэтано Кофферати (итал. Sergio Gaetano Cofferati; род. 30 января 1948, Сесто-эд-Унити) — итальянский профсоюзный активист и левый политик, генеральный секретарь Всеобщей итальянской конфедерации труда (1994—2002), мэр Болоньи (2004—2009).

## Биография
Окончил технический лицей Фельтринелли (Istituto tecnico Feltrinelli), два года изучал математику в университете, но бросил его, примкнув к студенческому движению Марио Капанны (являлся активистом 5-й команды, занимавшейся политической пропагандой в миланских районах Нигуарда и Бикокка). В 1969 году устроился на сдельную работу в Pirelli Bicocca, в 1972 году вошёл в совет предприятия и вступил в Коммунистическую партию, был избран делегатом трудового коллектива и с 1976 года занимался исключительно профсоюзной деятельностью. В 1988 году переехал в Рим, став национальным секретарём профсоюза химиков Filcea, а с 1994 по 2002 год возглавлял профобъединение ВИКТ. 23 марта 2002 года организовал в Риме миллионную манифестацию против планов правительства Берлускони упростить процедуру увольнения наёмных работников, регламентируемую 18-й статьёй Статута трудящихся.
В июне 2004 года избран с результатом 55,9 % мэром Болоньи, вернув город левым после правления Джорджо Гуадзалоки.
В 2007 году вошёл в инициативную «группу сорока пяти», учредившую Демократическую партию. В дальнейшем говорил в интервью, что видел в этом политическом проекте возможность соединения социалистических и коммунистических идей с католическими ценностями ради обеспечения необходимых реформ при сохранении социального равенства.
В октябре 2008 года объявил об отказе от планов переизбрания на пост мэра Болоньи по семейным обстоятельствам — из желания больше времени уделять молодой жене и годовалому ребёнку, живущим в Генуе, в 300 километрах от Болоньи.
На выборах в Европейский парламент в 2009 году Кофферати возглавил список ДП в Северо-западном округе Италии. После избрания вошёл 14 июля 2009 года во фракцию Прогрессивный альянс социалистов и демократов.
В 2014 году переизбран в Европарламент, заняв по количеству поданных за него голосов первое место в списке ДП по Генуе и Лигурии (37 тысяч бюллетеней).
В январе 2015 года проиграл предварительные выборы в ДП за право выдвижения в качестве официальной кандидатуры от партии на выборах губернатора Лигурии, но отказался признать своё поражение, заявив о нарушениях в ходе голосования.
В ноябре 2015 года, выйдя из Демократической партии ввиду несогласия с политикой её лидера и премьер-министра Маттео Ренци, принял активное участие в учреждении новой партии — «Итальянские левые».
На парламентские выборы 2018 года пошёл в одномандатном 3-м округе Лигурии при поддержке левого движения Свободные и равные, но проиграл с результатом 5,41 %.

## Личная жизнь
В 1972 году Кофферати женился на Даниэле Грациоли, занимавшейся в Имоле проблемой обезболивания в педиатрии (в 1972 году у них родился сын Симоне, в 2005 брак распался). В этом же году у пятидесятишестилетнего мэра Болоньи началась связь с тридцатичетырёхлетней сотрудницей генуэзского театра Раффаэлой Рокка (13 ноября 2007 года в Генуе родился их сын Эдоардо).